# João Bernardo Vieira
João Bernardo Vieira (27. april 1939 i Bissau – 2. marts 2009) var en politiker fra Guinea-Bissau.
Han var premierminister af Guinea-Bissau 1978-1980 og præsident 1980-1999. Han blev styrtet af militæret efter en kort borgerkrig og gik i eksil i Portugal. 
I 2005 flyttede Vieira tilbage til Guinea-Bissau. Han stillede op ved præsidentvalget i juni og juli 2005, og blev valgt til præsident. Den 2. marts 2009 blev han dræbt af soldater fra hæren umiddelbart efter, at militærchefen (general Batista Tagme Na Waie) var blevet dræbt i et bombeattentat.
Attentatet på Vieira udgjorde en kulmination på en optrapning af politiske spændinger i Guinea-Bissau gennem de forudgående måneder. Skønt der har eksisteret markante personlige uoverensstemmelsen mellem de nu afdøde politiske og militære lederskikkelser strækker voldsomhederne sig udover etniske og politiske modsætninger. Det fattige Guinea-Bissau, som formelt baserer sin økonomi på eksport af cashewnødder, domineres i stigende omfang af en informel økonomisk struktur baseret på langt større illegale indkomster af kokain, og de aktuelle spændinger formodes i højere grad at relatere sig hertil.
Som midlertidig præsident blev parlamentsformanden Raimundo Pereira indsat. 